# Pululahua
Le Pululahua est un volcan éteint d'Équateur, situé non loin de Quito. Son cratère géant de 12 km de diamètre est le plus grand d'Amérique du Sud. C'est aujourd'hui une vallée de culture et comme Yellowstone aux États-Unis, un cratère habité (entre 1 800 et 3 350 m d'altitude). Ce sont d'ailleurs les seuls au monde.